# Juan Manuel Bernal
Juan Manuel Bernal Chávez, lepiej znany jako Juan Manuel Bernal (ur. 22 grudnia 1967 w Meksyku) – meksykański aktor filmowy i telewizyjny.
Jedną z najciekawszych swoich ról stworzył w komedii romantycznej Dość całowania żab (Cansada de besar sapos, 2006), gdzie grał postać Roberto.

## Wybrana filmografia

### Filmy fabularne
- 1994: Hasta morir jako Chłopak
- 1996: Una para llevar (film krótkometrażowy) jako Pickpocket
- 1996: Desencuentro (film krótkometrażowy) jako Sergio
- 1998: Cilantro y perejil jako Jorge
- 1999: No existen diferencias (film krótkometrażowy) jako Tomás
- 2000: Sin dejar huella jako El Primo
- 2002: Demasiado amor jako Golpeador
- 2002: Błękitny pokój (La habitación azul) jako Antonio
- 2003: Sin ton ni Sonia jako Orlando
- 2004: Blueberry jako Jeremy
- 2006: Dość całowania żab (Cansada de besar sapos) jako Roberto
- 2008: High School Musical: El Desafio jako Padre de Cristobal
- 2010: Chicogrande jako Médico Gringo
- 2011: Asalto al cine jako Gerente
- 2012: El fantástico mundo de Juan Orol jako Vendedor de Kodak
- 2013: Tlatelolco, Verano de 68 jako Ernesto
- 2014: Cztery księżyce (Cuatro lunas) jako Héctor
- 2014: Obediencia perfecta jako Ángel de la Cruz
- 2015: El Jeremías jako Ricardo Lecanda
- 2015: Refugio jako Óscar

### Telenowele/seriale TV
- 1994: Más allá del puente jako Chinino
- 1995: Alondra jako Rigoberto Escobar
- 1995: Lazos de Amor jako Gerardo Sandoval
- 1996-97: Mujer, Casos de la Vida Real jako
- 1998: Tentaciones jako Diego Segovia
- 1999: Romántica obsesión jako Alejandro
- 1999: El candidato jako Jerónimo Manrique
- 2000: La calle de las novias jako Román Mendoza
- 2001: Amores querer con alevosía jako Mario Rodríguez
- 2003: Mirada de mujer, el regreso
- 2004: La heredera jako Dionisio
- 2008: Secretos del alma jako Carlos Lascuráin
- 2008: Cambio de vida
- 2008: Noche eterna jako Ariel
- 2008-2012: Kapadocja (Capadocia) jako Federico Márquez
- 2011: Bajo el alma jako Armando Bravo
- 2011: A Corazón Abierto jako Santiago Sánchez
- 2012: Amor cautivo jako Nicolás Santacruz
- 2013: Vivir a destiempo jako Patricio Delgado
- 2014: Así en el barrio como en el cielo jako Jesús El Gallo